# 狂想
『狂想』（きょうそう）は、2023年3月8日にKAMITSUBAKI RECORDからリリースされた花譜の 3rd アルバムである。これまでのオリジナルアルバムと同様、収録曲が同じでジャケットイラストおよび同梱品の異なる『狂想α (Dies ist eine Geschichte über das Potenzial eines Mädchens.)』と『狂想β (Es ist auch die Geschichte der Entwicklung eines jungen Mannes.)』の2つのBOXとしてリリースされているが、今作はそれに『狂想α』一式が限定グッズと共に同梱されたスペシャルボックス（『狂想α』Special Box）を加えた3形態にて販売されている。同日の2023年3月8日にはデジタルアルバム『狂想』としても配信されている。
また、2024年3月27日にはリミックスアルバム『狂想γ』がリリースされる。

## 概要
「花譜3周年記念10大プロジェクト」の第10弾として発表された。2年ぶりとなるオリジナルアルバムで、全15曲が収録されている。『狂想α』『狂想β』ともにジャケットイラストはPALOW.の書き下ろしで、それぞれ「狂」と「想」がテーマとなっている。FINDME STOREからD2Cで販売されている。
『狂想α』BOXではCDアルバム『狂想α』に加え、コインケース、アクリルキーホルダー（狂 ver.）、ステッカー（MAD、なつめえりイラスト、ノーコピーライトガールイラストの3種）、缶バッジ（C4U、軍鶏形態の3種）に加え、アルバム「狂想」への寄稿文（花譜、カンザキイオリ、PIEDPIPER）が同梱されている。『狂想β』BOXではCDアルバム『狂想β』に加え、ラバーキーホルダー、アクリルキーホルダー（雉 ver.）、ステッカー（燕(壊)形態、私服形態、燕(夏 ver.)形態の3種）、缶バッジ（燕形態、雉形態の2種）およびアルバム「狂想」への寄稿文が同梱されている。『狂想α』Special Boxには、『狂想α』BOXの内容に加え、朗読音源入りエムカード、オリジナルTシャツ、ポストカード、ミニ写真集が同梱されている。

## 収録曲
全ての楽曲の作詞・作曲はカンザキイオリが手掛ける。「海に化ける」および「人を気取る」は「過去を喰らう」の3部作の続編として、「未観測」および「狂感覚」は「不可解」の3部作の続編として制作された。
1. そうぞうりょく(Instrumental) [1:33]
作曲・編曲：近藤芳樹、バイオリン/ビオラ：NATSUMI[3]。
2. 海に化ける [3:56]
作詞・作曲・編曲：カンザキイオリ[3]。
3. 人を気取る [3:42]
作詞・作曲：カンザキイオリ、編曲・ピアノ：及川創介、ギター：伊藤翔磨、ベース：永井隆泰、ドラム：黒田泰平[3]。
4. 春を発つ [4:34]
作詞・作曲・編曲：カンザキイオリ[3]。
5. 未観測 [3:46]
作詞・作曲・編曲：カンザキイオリ[3]。
6. 世惑い子 [4:13]
作詞・作曲・編曲：カンザキイオリ、ギター：伊藤翔磨[3]。学園RPG『モナーク／Monark』挿入歌[6][7]。
7. ニヒル [3:23]
作詞・作曲・編曲：カンザキイオリ、ギター：伊藤翔磨[3]。学園RPG『モナーク／Monark』主題歌[6][7]。
8. あるふぁYOU [3:21]
作詞：カンザキイオリ、作曲・編曲：カンザキイオリ/雄之助[3]。
9. それを世界と言うんだね [3:59]
作詞・作曲・編曲：カンザキイオリ[3]。文庫「キミノベル」創刊プロジェクトによる作品[6][7]。
10. 例えば [4:09]
作詞・作曲・編曲：カンザキイオリ、ギター：伊藤翔磨[3]。映画『映画大好きポンポさん』の挿入歌[6][7]。
11. 青春の温度 [3:53]
作詞・作曲：カンザキイオリ、編曲・ピアノ：及川創介、ギター：伊藤翔磨、ベース：永井隆泰、ドラム：黒田泰平[3]。
12. 裏表ガール [4:10]
作詞・作曲・編曲：カンザキイオリ[3]。花譜の高校卒業を記念して書き下ろされた[6][7]。
13. 狂感覚 [5:15]
作詞・作曲：カンザキイオリ、編曲・ピアノ：及川創介、ギター：伊藤翔磨、ベース：永井隆泰、ドラム：黒田泰平[3]。
14. 邂逅 [5:30]
作詞・作曲・編曲・ドラム：カンザキイオリ、Drum Recording Assistant：Tomoaki Shimada [3]。
15. あなたをあいしてる(Instrumental) [1:51]
作曲・編曲：近藤芳樹、バイオリン/ビオラ：NATSUMI[3]。

## 狂想γ
『狂想γ』（きょうそう ガンマ）は、2024年3月27日に発売される『狂想』のリミックスアルバムである。リミックスアルバムとしては『観測γ』、『魔法γ』に次ぐシリーズ第3弾である。
2024年1月14日に開催された『花譜 4th ONE-MAN LIVE「怪歌」』で発売が発表され、同日から予約が開始された。13人のボカロPにより、『狂想』のインストルメンタルを除く13曲がリミックスされた。また、CDのほかにアクリルスタンド、ステッカー、缶バッジ、リミックス参加アーティストからの寄稿文が同梱される。

### 収録曲
収録曲は以下の通りである。
1. 海に化ける (他人事 Remix)
2. 人を気取る (Sakuzyo Remix)
3. 春を発つ (是 Remix)
4. 未観測 (キツネリ Remix)
5. 世惑い子 (ササノマリイ Remix)
6. ニヒル (椎乃味醂 Remix)
7. あるふぁYOU (伊根 Remix)
8. それを世界と言うんだね (ど～ぱみん Remix)
9. 例えば (higma Remix)
10. 青春の温度 (南ノ南 Remix)
11. 裏表ガール (Mizore Remix)
12. 狂感覚 (雄之助 Remix)
13. 邂逅 (ueil Remix)